# FK SKA Rostov del Don
El SKA Rostov del Don (en ruso, CKA, abreviatura de: Спортивный Клуб Армии Ростов-на-Дону, Sportivnyy Klub Armii Rostov-na-Donu, Club Deportivo del Ejército de Rostov del Don) es un club de fútbol ruso radicado en la ciudad de Rostov del Don. Entre otros triunfos, el club logró el subampeonato de la Primera División de la URSS en 1966, además de la Copa de la URSS en 1981.

## Historia
|                          |
| SKA en la final de 1981. |

Fue fundado el 27 de agosto de 1937 y, a lo largo de su historia, recibió los nombres de RODKA (1937-1953), ODO (1954-1956) y SKVO (1957-1959). la denominación actual, FK SKA Rostov del Don, data de 1960. 
Con el nombre de SKVO, en 1958 el club consiguió una plaza en la Primera Liga, vale decir la segunda categoría en el organigrama fútbolístico de la URSS. Hasta esa fecha solo había participado en competencias regionales. Ese mismo año el SKVO obtuvo el título de la Primera Liga, obteniendo de ese modo el ascenso a la Primera División de la URSS. En la máxima categoría del fútbol soviético, ya con el nombre de SKA, participó hasta 1973, ubicándose segundo en 1966 y cuarto en 1959, 1960, 1963 y 1964. 
Durante los años 1970 y 1980 el club se movió entre la Primera División y la Primera Liga en varias oportunidades. Tras su primer descenso en 1973, el SKA jugó en la Primera Liga en 1974, 1976-1978, 1982-1983 y 1986-1989, y en la Primera Divsión en 1975, 1979-1981 y 1984-1985. Los dos años previos a la caída de la Unión Soviética (1990 y 1991), el SKA integró la Segunda Liga.
El SKA también tuvo un buen desempeño en la Copa de la URSS, ganando el trofeo en 1981 y alcanzando el subcampeonato en los años 1969 y 1971.
Después de la independencia de Rusia, el SKA pasó a integrar la Segunda División, tercera categoría del fútbol ruso y en la que jugó habitualmente, con la excepción de las temporadas 1994 y 1998, en las que jugó en la Tercera División y la Liga Amateur de Fútbol respectivamente. En la temporada 2001, el SKA consiguió el ascenso a la Primera División de Rusia, sin embargo, solo permaneció en esta por una temporada, luego de finalizar en la decimoséptima posición en 2002. En 2006, pese a solo finalizar en la segunda ubicación de la Zona Sur del campeonato de Segunda División, el club logró ascender nuevamente luego de que Dynamo Makhachkala, Volgar Gazprom Astrahan y Lada Togliatti fueran descendidos por problemas administrativos.

## Jugadores

### Plantilla 2021-22
- Actualizado al 31 de marzo de 2022.

## Palmarés

### Torneos nacionales

#### URSS
- Primera Liga Soviética (1): 1958
- Copa de la URSS (1): 1981

## Entrenadores
| - Petr Scherbatenko (1958-1962) - Victor Maslov (1962-1963) - Yozhef Betsa (1964-1967) - Grigori Pinaichev (1968) - Gennadi Matveyev (1968-1971) - Yozhef Betsa (1971-1972) - Boris Yakovlev (1972-1973) - Yozhef Betsa (1974-1975) - Nikolai Glebov (1975) - Yuri Mosalyov (1976) - Nikolay Samarin (1977-79) - German Zonin (1980) - Vladimir Fedotov (1981-1982) - Pyotr Shubin (1982-1984) - Anatoli Polosin (1985) - Aleksei Yeskov (1985) - Vladimir Fedotov (1986-1987) - Pavel Gusev (1988-1989) - Yozhef Betsa (1989-1990) - Yuri Pshenichnikov (1990) - Viktor Bondarenko (1991) | - Aleksandr Tumasyan (1991-1992) - Aleksandr Pleshakov (1993) - Valeri Sinau (1994-95) - Boris Streltsov (1995) - Aleksandr Tumasyan (1996-2004) - Evgeni Perevertaylo\| (2005) - Arsen Naydyonov\| (2005c) - Sergey Andreyev (2006) - Viktor Bondarenko (2006) - František Komňacký (2007) - Gennadi Styopushkin (2007-2008) - Badri Spanderashvili (2009) - Oleg Vdovchenkov (2009c) - Igor Khankeyev (2009-2012) - Andrei Kozlov (2012-2015) - Mijaíl Kupriyanov (2015-2017) - Kamil Bayramov (2017-2018) - Igor Gamula (2018) - Gennadi Stepushkin (2018-2019) - Vladimir Usin (2019-2021) - Andrei Kozlov (2021-Act.) |